# Вальберг, Вильгельм-Эмиль
Вильгельм-Эмиль Вальберг (нем. Wilhelm Emil Wahlberg; 4 июля 1824, Прага, Австрийская империя – 31 января 1901, Вена) – австрийский и немецкий криминалист, юрист, педагог, профессор, доктор наук, ректор Венского университета (1874/1875).

## Биография
Образование получил в пражском и венском университетах, специально изучал французское процессуальное право в Рейнских провинциях и тюремное дело в Бельгии.
В 1851 году получил докторскую степень. В 1854 году был назначен доцентом, а в 1860 году — профессором. 
С 1864 по 1872 год был членом Министерской комиссии юстиции по разработке проекта уголовного кодекса Австрии, сыграл ключевую роль в создании реформы уголовного кодекса.
Работал членом Государственного суда и Комиссии по уголовному праву. С 1874 по 1875 год занимал должность ректора Венского университета.

## Научная деятельность
Особый интерес составляли темы, касающиеся уголовного права, Уголовно-процессуального кодекса и уголовно-исполнительной системы. Основное внимание уделял вопросу вменяемости и различию между преступлениями по возможности и обычными преступлениями.
Его считают одним из основоположников субъективного взгляда на уголовное право, ставил нарушителя закона в центр внимания, рассматривал наказание как возможность сдерживания, предотвращения, улучшения и безопасности.

## Избранные труды
- Grundlinien der strafrechtlichen Zurechnungslehre, 1857.
- Die Ehrenfolgen der strafgerichtlicher Verurteilung, 1864.
- Das Prinzip der Individualisierung in der Strafrechtspflege, 1869.
- Kriminalistische und nationalökonomische Gesichtspunkte mit Rücksicht auf das deutsche Reichsstrafrecht, 1872.
- Kritik des Entwurfs einer Strafprozessordnung für das deutsche Reich, 1873.
- Gesammelte kleinere Schriften, 3 Bände, 1875–82.
- Ein Disziplinarprozess vor dem akademischen Senat der Wiener Universität, 1889.
- Gesammelte kleinere Schriften und Bruchstücke über Strafrecht.
- Entstehungsgeschichte des Josephinischen Jagdediktes, 1886.
- Über die Freiheitsstrafe im Strafgesetzbuche, 1890.